# Eleições estaduais em Santa Catarina em 1982
As eleições estaduais em Santa Catarina em 1982 ocorreram em 15 de novembro como parte das eleições gerais em 23 estados e nos territórios federais do Amapá e Roraima. Foram eleitos o governador Esperidião Amin, o vice-governador Victor Fontana, o senador Jorge Bornhausen, 16 deputados federais e 40 deputados estaduais. Foi a primeira eleição direta para o governo estadual desde a vitória de Ivo Silveira em 1965 e não vigoravam os dois turnos em eleições majoritárias.
Por conta de uma polarização onde PDS e PMDB conquistaram mais de 99% dos votos estes partidos esperaram até os derradeiros momentos da apuração para conhecer o resultado e nisso o governo ficou com o advogado e administrador Esperidião Amin (PDS) que começou a sua vida política na ARENA e ocupou a prefeitura de Florianópolis por nomeação do governador Antônio Carlos Konder Reis e elegeu-se deputado federal em 1978. O principal adversário de Esperidião Amin foi o médico e senador Jaison Barreto que passou pelo PTB e MDB. Também disputaram o governo: Eurides Mescolotto (PT), Lígia Doutel de Andrade (PDT) e Osmar Cunha (PTB), sendo que os dois últimos foram cassados através do Ato Institucional Número Cinco quando eram deputados federais.

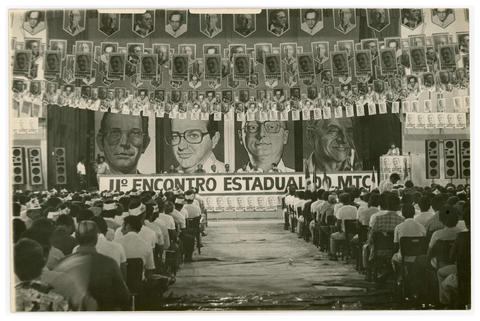
Comício da campanha do "Movimento Tradicional Catarinense" em Tubarão, em apoio à chapa do PDS liderada por Esperidião Amin.

Nos demais casos o PDS elegeu o ex-governador Jorge Bornhausen para o Senado Federal e dividiu com o PMDB a composição das bancadas proporcionais.
Paralela à disputa estadual foram eleitos prefeitos, vice-prefeitos e vereadores em 198 municípios sendo que em Florianópolis e em outros seis foram eleitos apenas vereadores, pois durante o Regime Militar de 1964 as capitais de estado, áreas de segurança nacional e instâncias hidrominerais tinham seus prefeitos escolhidos indiretamente.

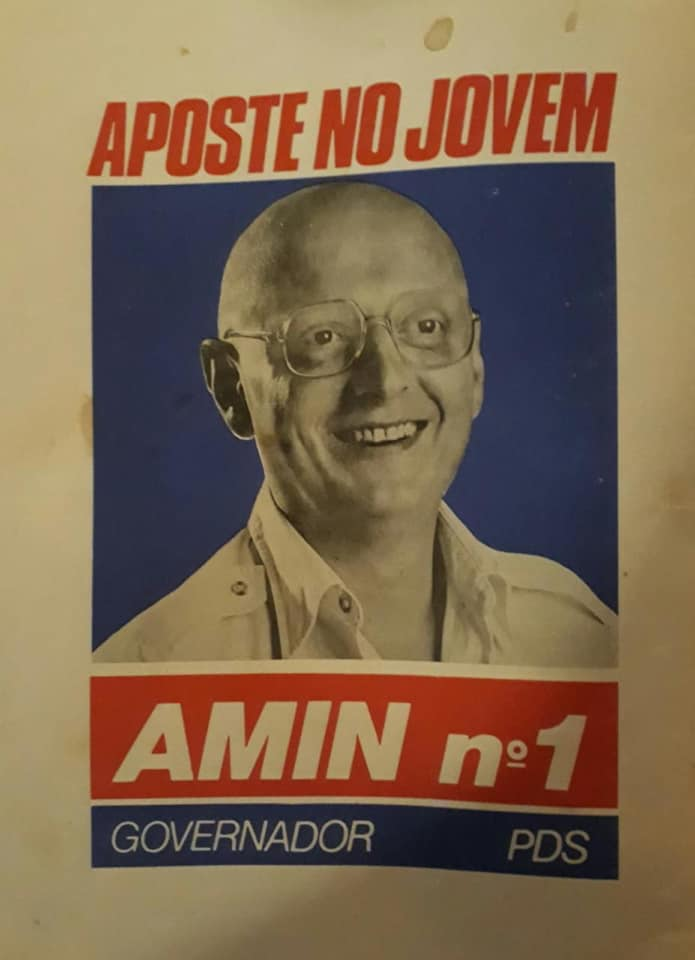
Material de campanha de Esperidião Amin (PDS)

Com a chegada da Nova República em 15 de março de 1985 o grupo vitorioso na eleição catarinense se separou com Esperidião Amin no PDS e Jorge Bornhausen no PFL. A partir disso abriu-se um período de domínio do PMDB, vitorioso nos sete municípios onde houve eleições para prefeito em 1985 e nas eleições de 1986.

## Resultado da eleição para governador
Segundo o Tribunal Regional Eleitoral de Santa Catarina houve 121.927 votos em branco (6,66%) e 32.578 votos nulos (1,78%), calculados sobre o comparecimento de 1.831.811 eleitores.
| Candidatos a governador do estado | Candidatos a vice-governador    | Número | Coligação            | Votação | Percentual |
| --------------------------------- | ------------------------------- | ------ | -------------------- | ------- | ---------- |
| Esperidião Amin PDS               | Victor Fontana PDS              | 1      | PDS (sem coligação)  | 838.150 | 49,97%     |
| Jaison Barreto PMDB               | João Linhares PMDB              | 5      | PMDB (sem coligação) | 825.500 | 49,21%     |
| Eurides Mescolotto PT             | Vitório Sistherenn PT           | 3      | PT (sem coligação)   | 6.803   | 0,41%      |
| Lígia Doutel de Andrade PDT       | Sílvio Rangel de Figueiredo PDT | 2      | PDT (sem coligação)  | 4.752   | 0,27%      |
| Osmar Cunha PTB                   | Ary Schubert PTB                | 4      | PTB (sem coligação)  | 2.281   | 0,14%      |
| Fontes:                           |                                 |        |                      |         |            |

## Resultado da eleição para senador
Segundo o Tribunal Regional Eleitoral de Santa Catarina houve 149.943 votos em branco (8,19%) e 37.314 votos nulos (2,04%), calculados sobre o comparecimento de 1.831.811 eleitores.
| Candidatos a senador da República | Candidatos a suplente de senador                          | Número | Coligação            | Votação | Percentual |
| --------------------------------- | --------------------------------------------------------- | ------ | -------------------- | ------- | ---------- |
| Jorge Bornhausen PDS              | Ivan Bonato PDS João Bittencourt PDS                      | 10     | PDS (sem coligação)  | 816.386 | 49,64%     |
| Pedro Ivo Campos PMDB             | Paulo Macarini PMDB Rony Zaniboni PMDB                    | 50     | PMDB (sem coligação) | 814.947 | 49,56%     |
| Valmir Martins PT                 | Valdemiro Jochen PT Paulo Bagatoli PT                     | 30     | PT (sem coligação)   | 6.719   | 0,41%      |
| Acácio Bernardes PDT              | Ana Borges dos Reis PDT José Ritter PDT                   | 20     | PDT (sem coligação)  | 4.346   | 0,26%      |
| João Caznok Filho PTB             | Aristides João Geraldo Thomaz PTB Ricardo Luiz Paludo PTB | 40     | PTB (sem coligação)  | 2.156   | 0,13%      |
| Fontes:                           |                                                           |        |                      |         |            |

## Deputados federais eleitos
São relacionados os candidatos eleitos com informações complementares da Câmara dos Deputados.

Representação eleita
  PDS: 8
  PMDB: 8

| Número  | Deputados federais eleitos | Partido | Votação | Percentual | Cidade onde nasceu | Unidade federativa |
| 540     | Luiz Henrique da Silveira  | PMDB    | 121.434 | 6,62%      | Blumenau           | Santa Catarina     |
| 102     | Vilson Kleinübing          | PDS     | 106.388 | 5,80%      | Montenegro         | Rio Grande do Sul  |
| 567     | Renato Viana               | PMDB    | 99.167  | 5,41%      | Blumenau           | Santa Catarina     |
| 119     | Nelson Morro               | PDS     | 94.647  | 5,16%      | Indaial            | Santa Catarina     |
| 550     | Walmor de Luca             | PMDB    | 73.853  | 4,03%      | Criciúma           | Santa Catarina     |
| 110     | João Paganella             | PDS     | 73.242  | 3,99%      | Esmeralda          | Rio Grande do Sul  |
| 515     | Casildo Maldaner           | PMDB    | 72.380  | 3,95%      | Carazinho          | Rio Grande do Sul  |
| 522     | Odilon Salmoria            | PMDB    | 72.319  | 3,94%      | Videira            | Santa Catarina     |
| 130     | Artenir Werner             | PDS     | 67.139  | 3,66%      | Rio do Sul         | Santa Catarina     |
| 104     | Ademar Ghisi               | PDS     | 66.859  | 3,64%      | Tubarão            | Santa Catarina     |
| 502     | Dirceu Carneiro            | PMDB    | 64.609  | 3,52%      | Curitibanos        | Santa Catarina     |
| 108     | Epitácio Bittencourt       | PDS     | 61.896  | 3,37%      | Imaruí             | Santa Catarina     |
| 510     | Ivo Vanderlinde            | PMDB    | 60.377  | 3,29%      | Braço do Norte     | Santa Catarina     |
| 111     | Pedro Colin                | PDS     | 58.738  | 3,20%      | Porto Alegre       | Rio Grande do Sul  |
| 533     | Nelson Wedekin             | PMDB    | 49.933  | 2,72%      | Mondaí             | Santa Catarina     |
| 144     | Paulo Melro                | PDS     | 44.702  | 2,44%      | Blumenau           | Santa Catarina     |
| Fontes: |                            |         |         |            |                    |                    |

## Deputados estaduais eleitos
Na disputa pelas quarenta cadeiras da Assembleia Legislativa de Santa Catarina o PDS superou o PMDB por vinte e um a dezenove.

Representação eleita
  PDS: 21
  PMDB: 19

| Número  | Deputados estaduais eleitos   | Partido | Votação | Percentual | Cidade onde nasceu   | Unidade federativa |
| 1233    | Nagib Zattar                  | PDS     | 35.593  | 2,01%      | Joinville            | Santa Catarina     |
| 5115    | Edison Andrino                | PMDB    | 35.502  | 2,00%      | Florianópolis        | Santa Catarina     |
| 1177    | Cláudio Ávila                 | PDS     | 35.452  | 2,00%      | Florianópolis        | Santa Catarina     |
| 5138    | Francisco Küster              | PMDB    | 31.753  | 1,79%      | São Joaquim          | Santa Catarina     |
| 1255    | Francisco de Assis Filho      | PDS     | 30.339  | 1,71%      | Florianópolis        | Santa Catarina     |
| 5225    | João Manoel de Borba Neto     | PMDB    | 29.951  | 1,69%      | Blumenau             | Santa Catarina     |
| 5232    | Gentil Archer                 | PMDB    | 29.605  | 1,67%      | Nova Trento          | Santa Catarina     |
| 5133    | Iraí Zílio                    | PMDB    | 27.503  | 1,55%      | Catanduvas           | Santa Catarina     |
| 5150    | Dércio Knop                   | PMDB    | 27.083  | 1,53%      | Palmeira das Missões | Rio Grande do Sul  |
| 1271    | Ivan Ranzolin                 | PDS     | 26.864  | 1,52%      | Lages                | Santa Catarina     |
| 5211    | João Norberto Coelho Neto     | PMDB    | 25.976  | 1,47%      | Barra Velha          | Santa Catarina     |
| 1201    | Aldo Andrade                  | PDS     | 25.756  | 1,45%      | Lages                | Santa Catarina     |
| 1212    | Ruberval Pilotto              | PDS     | 25.433  | 1,44%      | Urussanga            | Santa Catarina     |
| 1203    | Heitor Sché                   | PDS     | 24.949  | 1,41%      | Rio do Sul           | Santa Catarina     |
| 1223    | Pedro Bittencourt             | PDS     | 24.880  | 1,40%      | Florianópolis        | Santa Catarina     |
| 1112    | Jarvis Gaidzinski             | PDS     | 24.404  | 1,38%      | Criciúma             | Santa Catarina     |
| 5111    | Martinho Ghizzo               | PMDB    | 24.079  | 1,36%      | Tubarão              | Santa Catarina     |
| 1202    | Amilcar Gazaniga              | PDS     | 23.871  | 1,35%      | Itajaí               | Santa Catarina     |
| 5145    | Antônio Henrique Bulcão Viana | PDS     | 23.064  | 1,32%      | Florianópolis        | Santa Catarina     |
| 5103    | Roland Dornbusch              | PMDB    | 23.301  | 1,31%      | Jaraguá do Sul       | Santa Catarina     |
| 1205    | Neuto de Conto                | PMDB    | 23.122  | 1,30%      | Encantado            | Rio Grande do Sul  |
| 1211    | Otávio Santos                 | PDS     | 22.967  | 1,30%      | Paulo Lopes          | Santa Catarina     |
| 5112    | Jorge Silva                   | PMDB    | 22.838  | 1,29%      | Lages                | Santa Catarina     |
| 5233    | Roberto Mota                  | PMDB    | 22.790  | 1,29%      | Criciúma             | Santa Catarina     |
| 5119    | Cid Pedroso                   | PMDB    | 22.766  | 1,29%      | Campos Novos         | Santa Catarina     |
| 5155    | Geovah Amarante               | PMDB    | 22.161  | 1,25%      | São Francisco do Sul | Santa Catarina     |
| 5120    | Admir Bortolini               | PMDB    | 22.082  | 1,25%      | Concórdia            | Santa Catarina     |
| 5106    | Stélio Boabaid                | PMDB    | 22.068  | 1,25%      | Rosário              | Maranhão           |
| 5152    | Jair Girardi                  | PMDB    | 21.825  | 1,23%      | Rio do Oeste         | Santa Catarina     |
| 5141    | Álvaro Correia                | PMDB    | 21.737  | 1,23%      | Itajaí               | Santa Catarina     |
| 1245    | Neudy Massolini               | PDS     | 21.486  | 1,21%      | Serafina Corrêa      | Rio Grande do Sul  |
| 5123    | Lauro Silva                   | PMDB    | 21.297  | 1,20%      | Braço do Norte       | Santa Catarina     |
| 1144    | Otair Becker                  | PDS     | 20.751  | 1,17%      | Itaiópolis           | Santa Catarina     |
| 1228    | Moacir Bértoli                | PDS     | 20.061  | 1,13%      | Taió                 | Santa Catarina     |
| 1234    | Salomão Ribas Júnior          | PDS     | 19.924  | 1,12%      | Caçador              | Santa Catarina     |
| 1251    | Vasco Furlan                  | PDS     | 19.209  | 1,08%      | Tupanciretã          | Rio Grande do Sul  |
| 1218    | Otacílio Ramos                | PDS     | 18.699  | 1,06%      | Joinville            | Santa Catarina     |
| 1111    | Júlio César                   | PDS     | 18.643  | 1,05%      | Itajaí               | Santa Catarina     |
| 1120    | Elói Ranzi                    | PDS     | 18.134  | 1,02%      | Sarandi              | Rio Grande do Sul  |
| 1206    | Marcondes Marchetti           | PDS     | 17.334  | 0,98%      | Dona Emma            | Santa Catarina     |
| Fontes: |                               |         |         |            |                      |                    |